# Amin al-Rihani
Amīn Fāris Anṭūn al-Rīḥānī o Rayḥānī, noto in Occidente come Ameen Rihani (in arabo أمين الريحاني‎?; Fraiké, 24 novembre 1876 – Fraiké, 13 settembre 1940) è stato uno scrittore libanese, figura assai importante del movimento letterario del mahjar, sviluppatosi negli Stati Uniti d'America grazie a un gruppo di intellettuali arabi americani; fu anche uno dei primissimi teorici del nazionalismo arabo.

## Biografia
Rīḥānī era il primogenito di una famiglia di sei figli del Libano, appartenente alla Chiesa maronita. All'età di dodici anni emigrò con i suoi a New York e la sua istruzione fu logicamente autodidatta, cosa che non gli impediva, mentre studiava, di aiutare suo padre nel suo magazzino.

Fece ritorno in Libano nel 1898 e dopo la prima guerra mondiale passerà molto tempo in Vicino Oriente. Da piccolo, mostrava un vivo interesse per la letteratura e fu così che cominciò a scrivere i suoi libri in inglese, tra i quali va ricordato il romanzo Il Libro di Khalid (The Book of Khalid), uscito a New York nel 1911 con alcune illustrazioni eseguite da Khalil Gibran. È il primo arabo, secondo Samir Kassir, ad aver pubblicato libri in inglese, senza peraltro rinunciare alla propria lingua natia.
Il suo lavoro fece così parte di un importante movimento intellettuale che fiorì tra gli arabi che vivevano negli Stati Uniti, di cui si deve ricordare innanzi tutto Khalil Gibran, che per motivi di difficile pronuncia da parte degli statunitensi, mutò il proprio nome Ğubrān Ḫalīl Ğubrān in Kahlil Gibran.
All'inizio degli anni venti, Rīḥānī effettuò un viaggio nella Penisola araba. Fu così che capì l'importanza della creazione di uno Stato moderno e unitario (l'Arabia Saudita). In Arabia farà la conoscenza di ʿAbd al-ʿAzīz b. Saʿūd, il fondatore dell'Arabia Saudita, del quale divenne amico.. Scrisse su questo evento un libro, Mulūk al-ʿArab (I re degli Arabi), che ebbe un notevole successo di pubblico e di critica.

Rīḥānī è stato un fervente difensore del nazionalismo arabo. Sosteneva non solo l'unità dei paesi arabi della Penisola araba ma, più ampiamente, l'unità di tutto il mondo arabo. Considerato come una figura importante del nazionalismo, egli esprimeva il suo auspico di veder emergere una nazione araba secolarizzata in cui non vi fosse maggioranza o minoranza, ma solamente cittadini.
La priorità di Rīḥānī era quella di diffondere l'ideologia nazionalista araba e il sentimento di unità fra la popolazione..
Come altri ideologi cristiani del nazionalismo arabo, Rīḥānī riconosceva il posto speciale occupato da Maometto e dall'Islam nel processo identitario arabo..
Ma il suo impatto sul nazionalismo arabo è contestato.
Rīḥānī è morto nel suo villaggio di Fraiké (al-Furaykah) il 13 settembre 1940 all'età di 64 anni, a seguito di un incidente di bicicletta che gli provocò gravissime fratture del cranio. La notizia della sua morte sollevò una viva emozione in Libano e in tutto il mondo arabo.